# Lewisburg (Pensilvânia)
Lewisburg é um distrito localizado no estado norte-americano de Pensilvânia, no Condado de Union.

## Demografia
Segundo o censo norte-americano de 2000, a sua população era de 5620 habitantes.
Em 2006, foi estimada uma população de 5578, um decréscimo de 42 (-0.7%).

## Geografia
De acordo com o United States Census Bureau tem uma área de
2,5 km², dos quais 2,5 km² cobertos por terra e 0,0 km² cobertos por água. Lewisburg localiza-se a aproximadamente 147 m acima do nível do mar.

## Localidades na vizinhança
O diagrama seguinte representa as localidades num raio de 12 km ao redor de Lewisburg.